# Königstein im Taunus
Königstein im Taunus is een plaats in de Duitse deelstaat Hessen in het Taunusgebergte. Königstein heeft een oppervlakte van 25,1 km2 en telt 16.608 inwoners. De plaats is onderdeel van Hochtaunuskreis.

## Geboren
- Anna van Eppstein-Königstein (1481-1538), grootmoeder van Willem van Oranje
- Birgit Friedmann (8 april 1960), atlete
- Sebastian Jung (22 juni 1990), voetballer

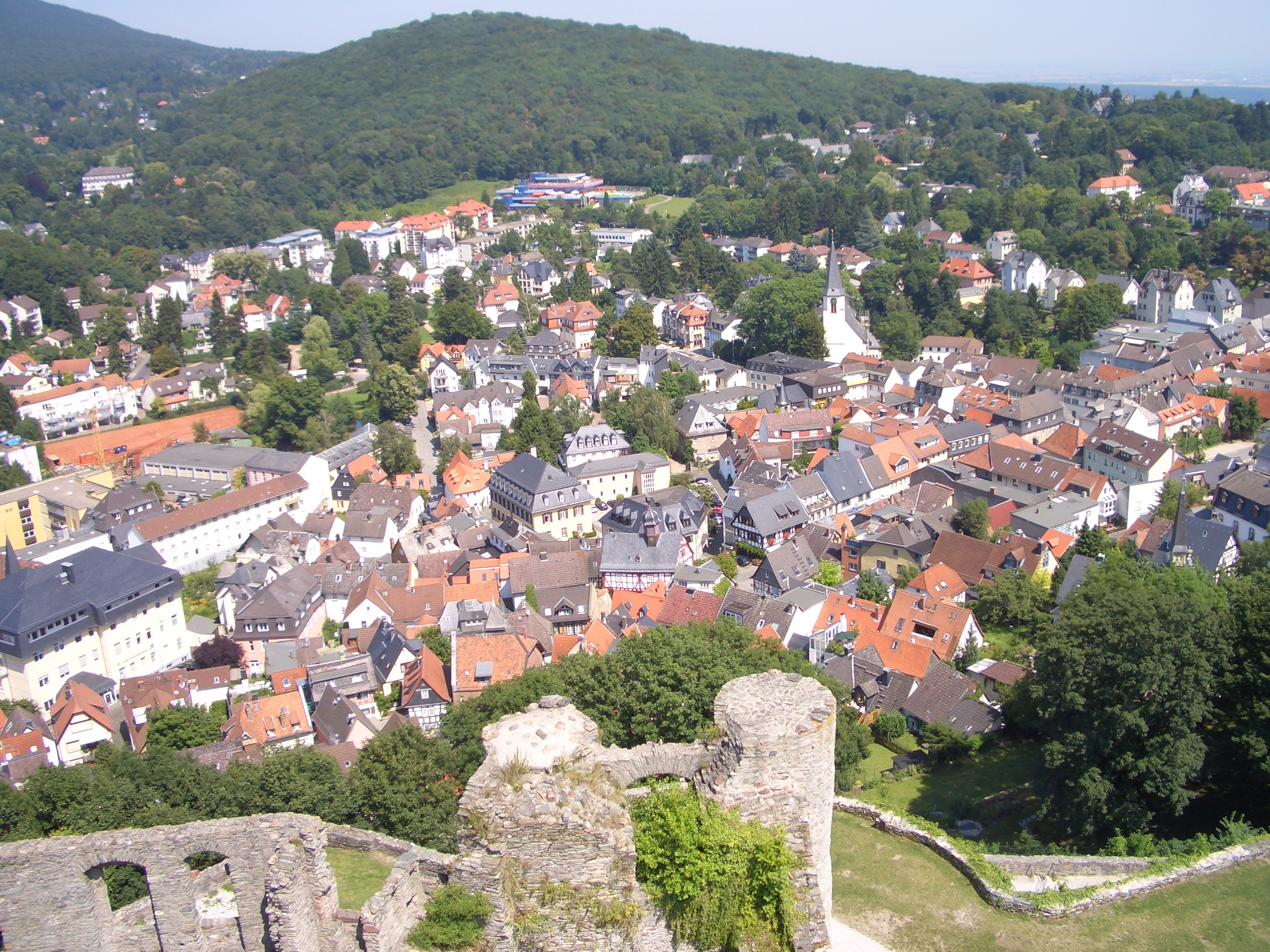
Uitzicht vanaf de burcht

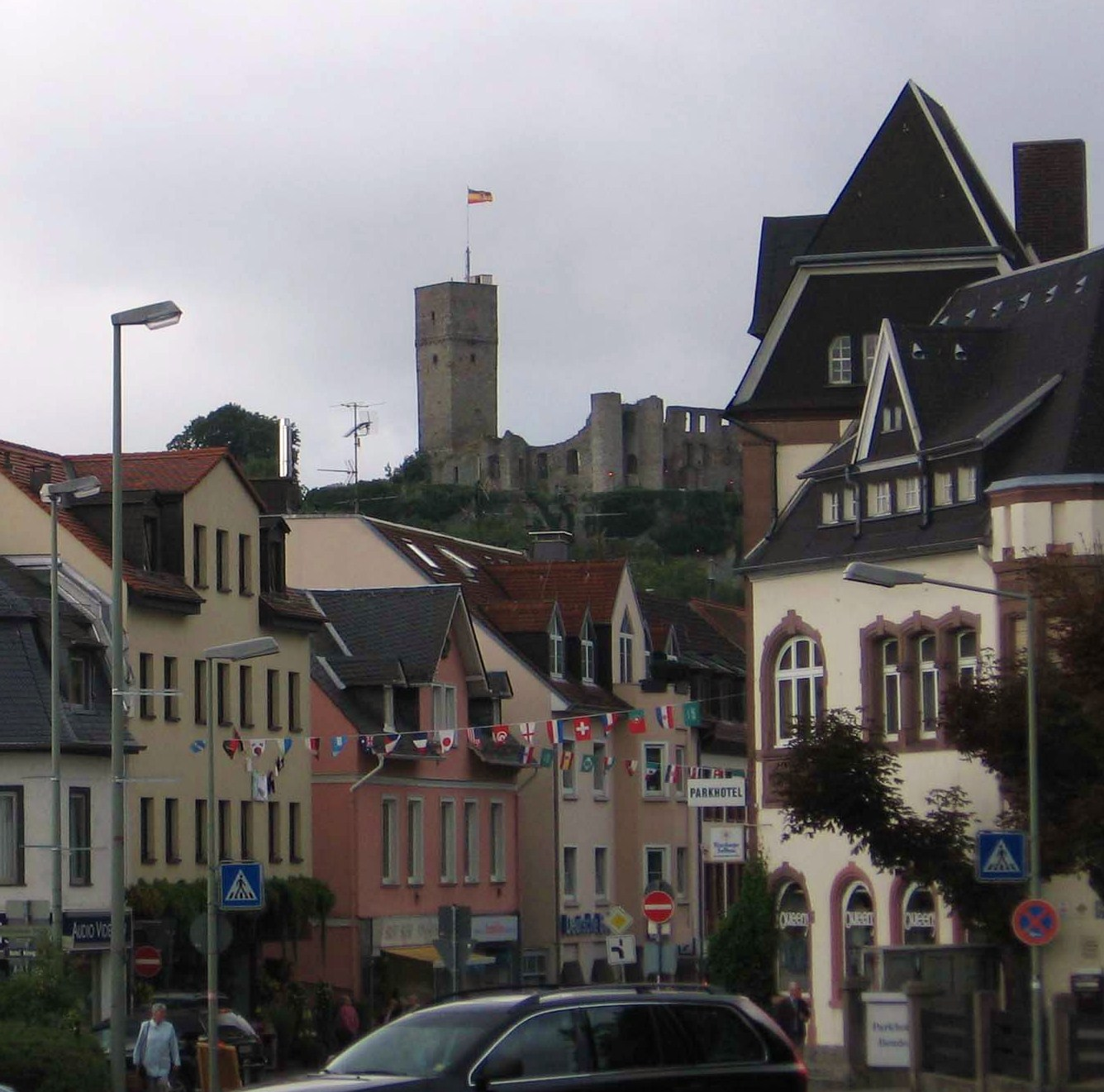
Königstein im Taunus

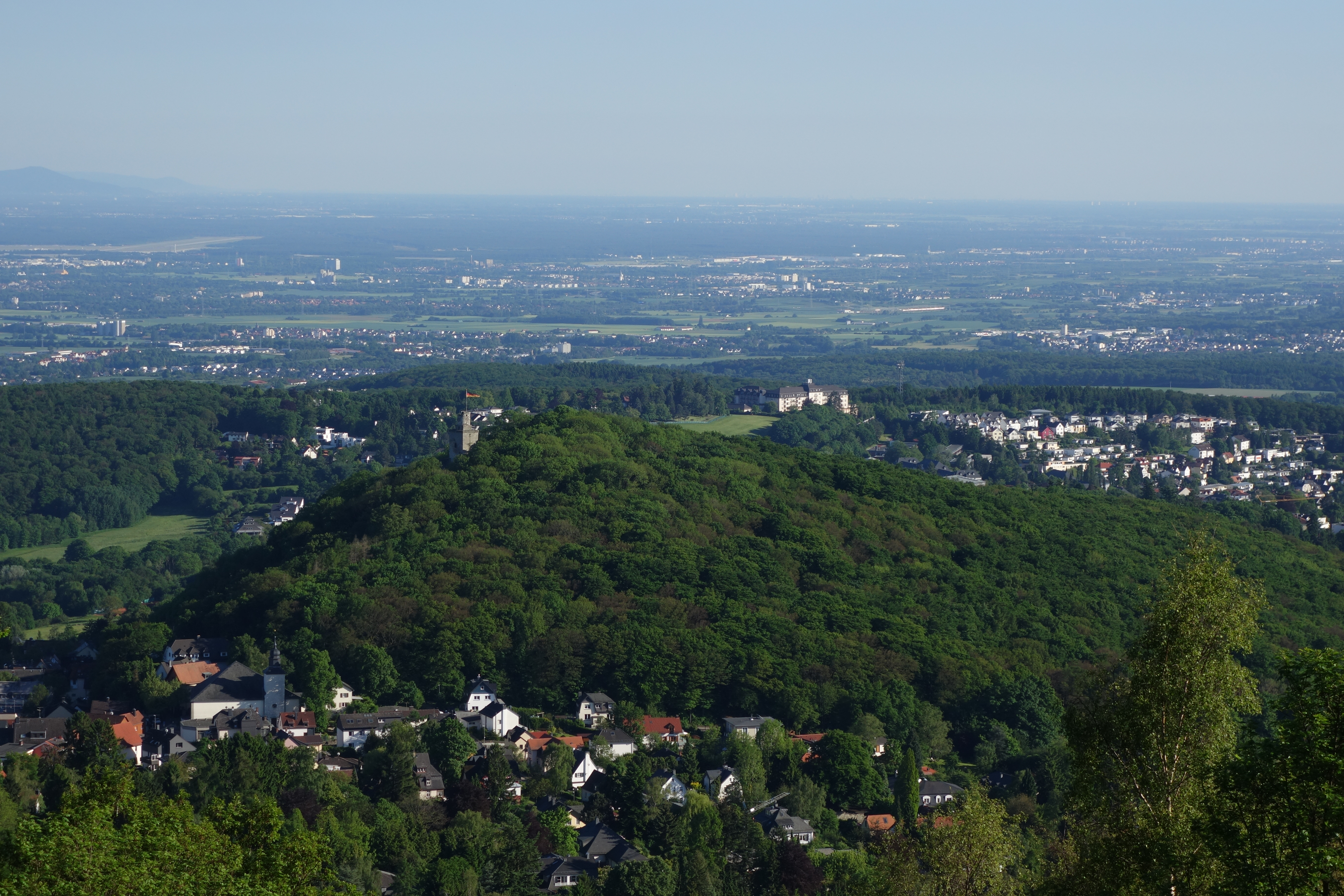
Wijk Falkenstein met Burghain (kasteelbos) en kasteelruïne

Bad Homburg vor der Höhe · Friedrichsdorf · Glashütten · Grävenwiesbach · Königstein im Taunus · Kronberg im Taunus · Neu-Anspach · Oberursel · Schmitten · Steinbach · Usingen · Wehrheim · Weilrod